# Nole
Nole (Nòli nella parlata locale piemontese) è un comune italiano di 6 679 abitanti della città metropolitana di Torino in Piemonte.

## Geografia fisica
Nole è situato nel basso Canavese, ai piedi delle Valli di Lanzo, a nord-ovest di Torino, da cui dista circa 25 km.
Il territorio comunale, prevalentemente pianeggiante, è attraversato dal torrente Stura di Lanzo, il quale separa il capoluogo dalla frazione Grange posta a sud-ovest. A nord-est oltre il torrente Banna, sull'omonima altura, è situata la frazione Vauda.

## Origini del nome
Nole è citato per la prima volta in un documento del 1209 nell'accezione "Novolis". Altri testi antichi vi fanno riferimento con i toponimi "Novulae", "Nollis", "Nolle". Il toponimo, secondo qualche studioso, trae origine dall’aggettivo “Novulae”, a sua volta residuo del sintagma “Terrae Novulae”, con allusione all’introduzione della coltivazione nelle terre che in precedenza erano coperte da foreste. Questa ipotesi è avvalorata dall’attestazione “Nuvola” che risale al XII secolo.
Una tradizione locale vuole che il nome "Nole" sia derivato proprio dal verbo latino nolle ("non voler sottostare"), a simboleggiare la perenne protesta attuata dagli abitanti nei confronti di Ciriè, per quanto riguarda, soprattutto, il pagamento di dazi e gabelle. Secondo gli storici, invece, il nome parrebbe derivare da Novulae o Navulae ("radure in mezzo ai boschi").

## Storia
La sua origine risulta incerta, ma degli scavi archeologici confermerebbero che esisteva già in epoca romana. Dopo la sconfitta dell’Impero romano fu assoggettata dai longobardi e in seguito dai Merovingi. Nel XII secolo, l’imperatore Federico Barbarossa donò il feudo al marchese di Monferrato.
Nole esisteva già prima dell'anno 1000; infatti all'interno della chiesa parrocchiale di San Vincenzo, nel corso di lavori di restauro e rifacimento del pavimento effettuati nel 1984, sono stati ritrovati i resti di una chiesa romanica risalente all'anno 1100. La prima testimonianza di comunità autonoma si ritrova però solo dal XIV secolo. Sino ad allora il borgo dipendeva dalla castellania di Ciriè. Il primo documento scritto che cita la chiesa risale al 1312, quando essa risulta una prevostura della pieve di Liramo, centro abitato ora scomparso, situato tra Ciriè e Nole (la tradizione vuole che la distruzione di Liramo sia stata la salvezza di Nole).
Nel 1336, Margherita di Savoia, vedova del Marchese Giovanni I del Monferrato, reggente la Castellania di Ciriè, permise agli abitanti del locus Novolarum di costruire intorno alla chiesa un recetum, cioè un recinto di mura con fossati, ponti levatoi e saracinesche, a difesa di uomini e beni dai continui saccheggi. Di queste opere di difesa si conservano un tratto delle mura e i resti della torre-porta verso Villanova, inglobati in una tipica costruzione, mentre le vie del centro storico evidenziano chiaramente l'impostazione urbanistica dell'antico borgo fortificato.
Nei secoli successivi vi furono numerose liti con il comune di Ciriè, in particolare per la definizione dei confini, e per l'uso delle acque irrigue.
La comunità nolese sin dal 1420 si era procurata la gestione autonoma del forno locale, senza dover dipendere dai nobili del luogo, e nel 1441 ottenne dal Duca Ludovico di Savoia, la licenza per un proprio canale, in seguito condiviso con Villanova.
Nel XVI secolo il paese subì, come tanti paesi del Canavese, gravi danni per le ripetute guerre che si combatterono.
Nel 1561 il Duca di Savoia confermò definitivamente (dopo l'esborso di "buone somme" da parte dei Nolesi) i privilegi e le franchigie che la popolazione si era nel tempo conquistati. Probabilmente nel mese di settembre 1578, attraverso il suo territorio, transitò la Santa Sindone, trasportata da Chambery a Torino.
Tra la fine del XVI secolo e l'inizio del XVII, una grave pestilenza decimò gli abitanti di molti paesi del Canavese; Nole non fu esente da questo flagello, e perse molti dei suoi cittadini residenti.
Il 30 luglio 1705 il paese subì un pesante saccheggio ad opera delle truppe francesi dirette a Torino per l'assedio della città. A farne le spese fu, in particolare, la chiesa parrocchiale di San Vincenzo Martire.
Verso la metà del XIX secolo cominciarono ad insediarsi le prime manifatture, tra cui, la Fabbrica Paradiso (conceria), la Fornace Perotti, lo Stabilimento Bender & Martiny (lavorazione dell'amianto e della gomma elastica).
L'industrializzazione si intensificò nei primi decenni del Novecento con la fondazione e lo sviluppo di varie aziende, tra cui la celebre tessitura Magnoni & Tedeschi. Risale a questi anni la fondazione della "Società degli operai di Nole" trasformatasi poi in "Società Operaia di Mutuo Soccorso", esistente tutt'oggi.
La crescente richiesta di mano d'opera favorì l'immigrazione dalle vicine vallate alpine, e dal Nord Italia, determinando il graduale incremento della popolazione residente, passata dai 2 872 abitanti di inizio secolo, ai 3505 del secondo dopoguerra.
Già nel corso del XIX secolo fino alla metà del XX°, Nole fu conosciuta anche per un'importante e fiorente attività artigianale: la fabbricazione dei foet ("fruste") cioè i manici di frusta. Tra l'altro la maschera del carnevale Nolese è il Foatè ("frustaio"). Il primo artigiano del settore, divenuto poi industriale, fu Vincenzo Fiorito, nell'anno 1859. La sua industria fu attiva sino al 1939.
La prima e la seconda guerra mondiale, costarono la vita a numerosi giovani Nolesi. In quegli anni pesante fu anche l'emigrazione alla ricerca di lavoro, in particolare verso l'Argentina e gli Stati Uniti d'America.
Dopo la seconda guerra mondiale, Nole assistette al più rapido incremento demografico della sua storia. In particolare negli anni a cavallo tra il 1950 e il 1975, il numero di case e, di conseguenza la popolazione residente, raddoppiarono.
Il 15 novembre 2006 alle ore 22 e 10 circa la torre campanaria del paese è crollata danneggiando gravemente la chiesa parrocchiale di San Vincenzo Martire. Dopo oltre 4 anni di lavori di restauro e recupero, il 22 gennaio 2011 la Parrocchiale è stata solennemente riaperta al culto. La Procura della Repubblica ha attribuito il crollo alla ditta esecutrice, e ai direttori dei lavori. La nuova torre campanaria è stata inaugurata il 25 settembre 2021.

### Simboli
Lo stemma comunale e il gonfalone sono stati concessi con decreto del presidente della Repubblica del 1º agosto 2019.
Il gonfalone è un drappo di azzurro.
Prima della sua concessione ufficiale, lo stemma del comune di Nole era rappresentato di rosso, alla croce d'argento entro uno scudo a cartoccio, sormontato dalla corona comitale e circondato da due rami di palma.

## Monumenti e luoghi d'interesse
- Chiesa parrocchiale:

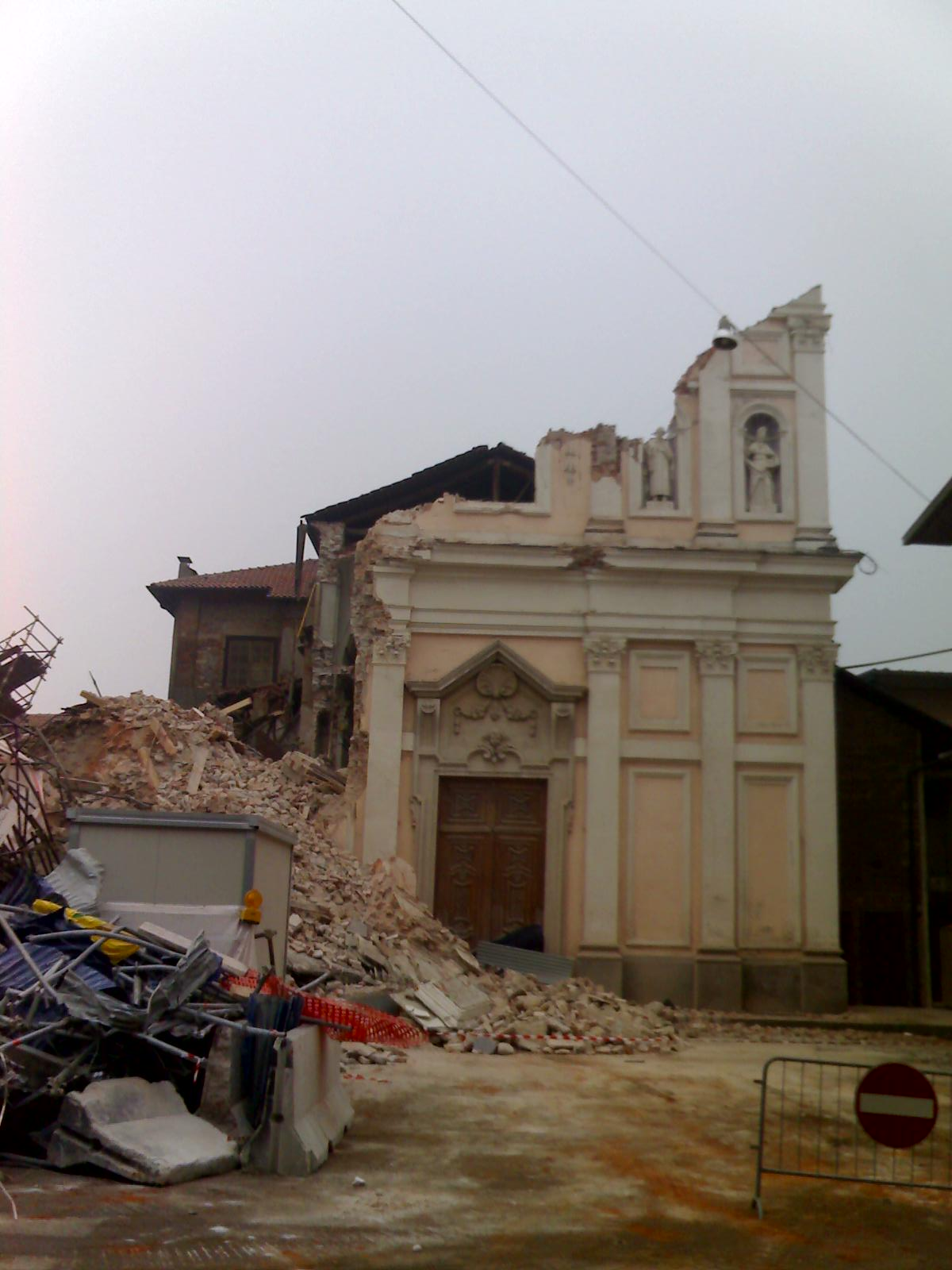
La chiesa parrocchiale di San Vincenzo martire dopo il crollo del campanile

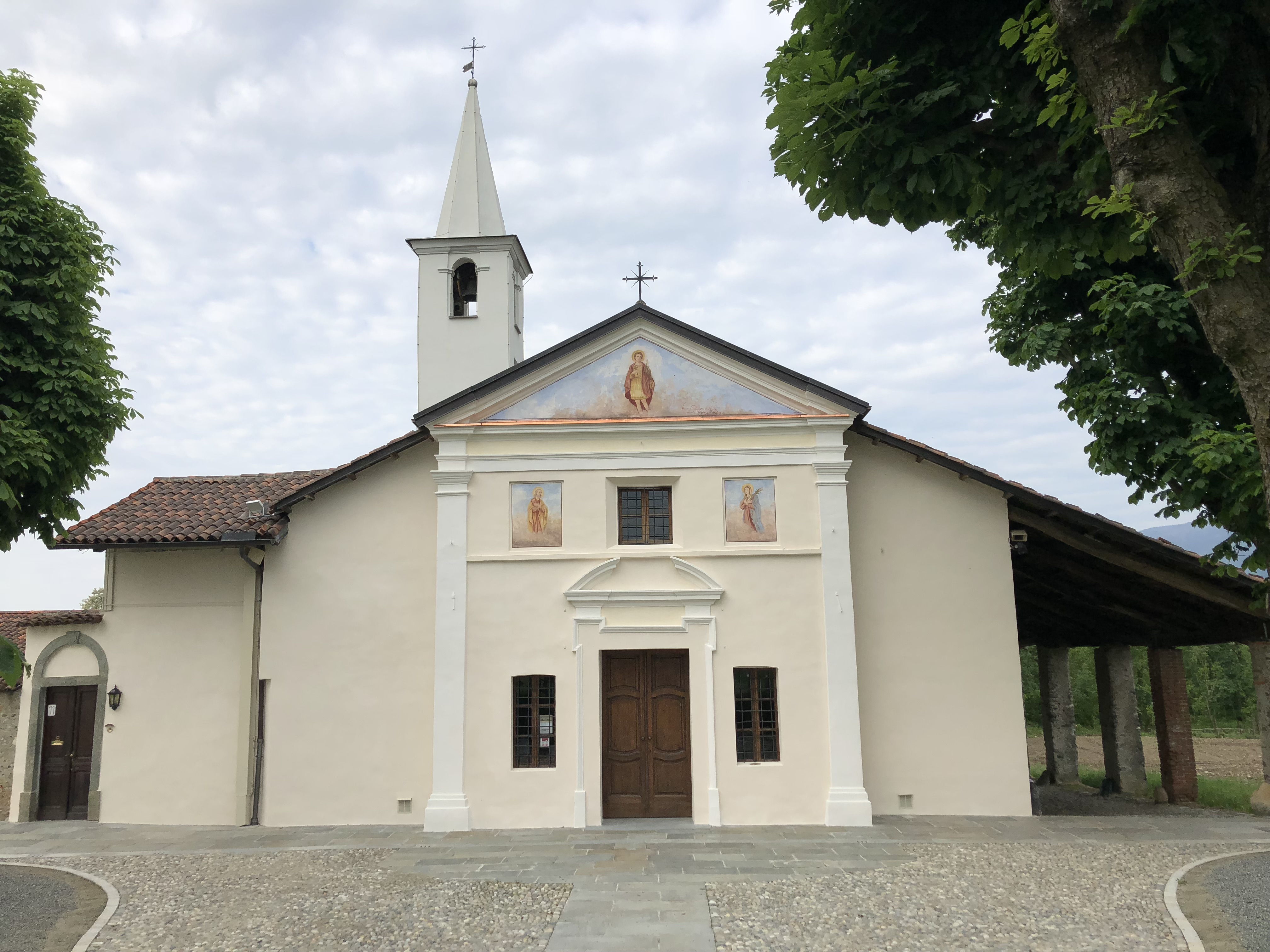
Cappella di San Vito Martire

  - Chiesa parrocchiale di San Vincenzo martire (parzialmente distrutta dal crollo della torre civica-campanaria, il 15 novembre 2006; ricostruita e riaperta al culto il 22-23 gennaio 2011. Nuova torre civica-campanaria inaugurata il 25 settembre 2021)
- Altre chiese:
  - Chiesa, già parrocchiale, di San Giovanni Battista in frazione Grange
  - Santuario di San Vito Martire[7]
  - Chiesa della Beata Vergine delle Grazie
  - Chiesa della Beata Vergine della Neve e San Carlo Borromeo in frazione Vauda
  - Chiesa di San Firmino
  - Chiesa della Beata Vergine Consolata presso il cimitero
  - Chiesa di San Giovanni Battista in frazione Vauda
  - Chiesa di San Grato
  - Chiesa di San Rocco
  - Chiesa di San Sebastiano
  - Chiesa di San Giacomo in frazione Grange
  - Chiesa di Sant'Antonio da Padova in frazione Grange
- Zona di salvaguardia della Stura di Lanzo - La foresta fossile i gôret sulle sponde della Stura di Lanzo
- Scuole:
  - Scuola dell'infanzia "Arcobaleno" - via Torino, 29
  - Scuola primaria "Sandro Pertini" - via Genova, 7
  - Scuola primaria "Padre Giuseppe Picco" - via XXIV Maggio, 44
  - Scuola secondaria di I grado "Padre Vittorio Merlo Pich" - via Martiri della Libertà, 16
- Edifici pubblici o di interesse storico:
  - Municipio - via Devesi, 14
  - Casa Perotti  - via XXIV Maggio, 34
  - Casa delle Associazioni Teologo Don Michelangelo Chiaretta - via Torino, 127
  - Casa natale del Ven. Padre Giuseppe Picco - via Gioberti, 34
- Nella frazione Grange di Nole esiste "Villa Soldati", casa dove lo scrittore Mario Soldati visse per un periodo. Oggi la villa è stata trasformata in un centro cinofilo.

## Società

### Evoluzione demografica
Negli ultimi cento anni, a partire dal 1921, la popolazione residente è raddoppiata.
Abitanti censiti

## Amministrazione

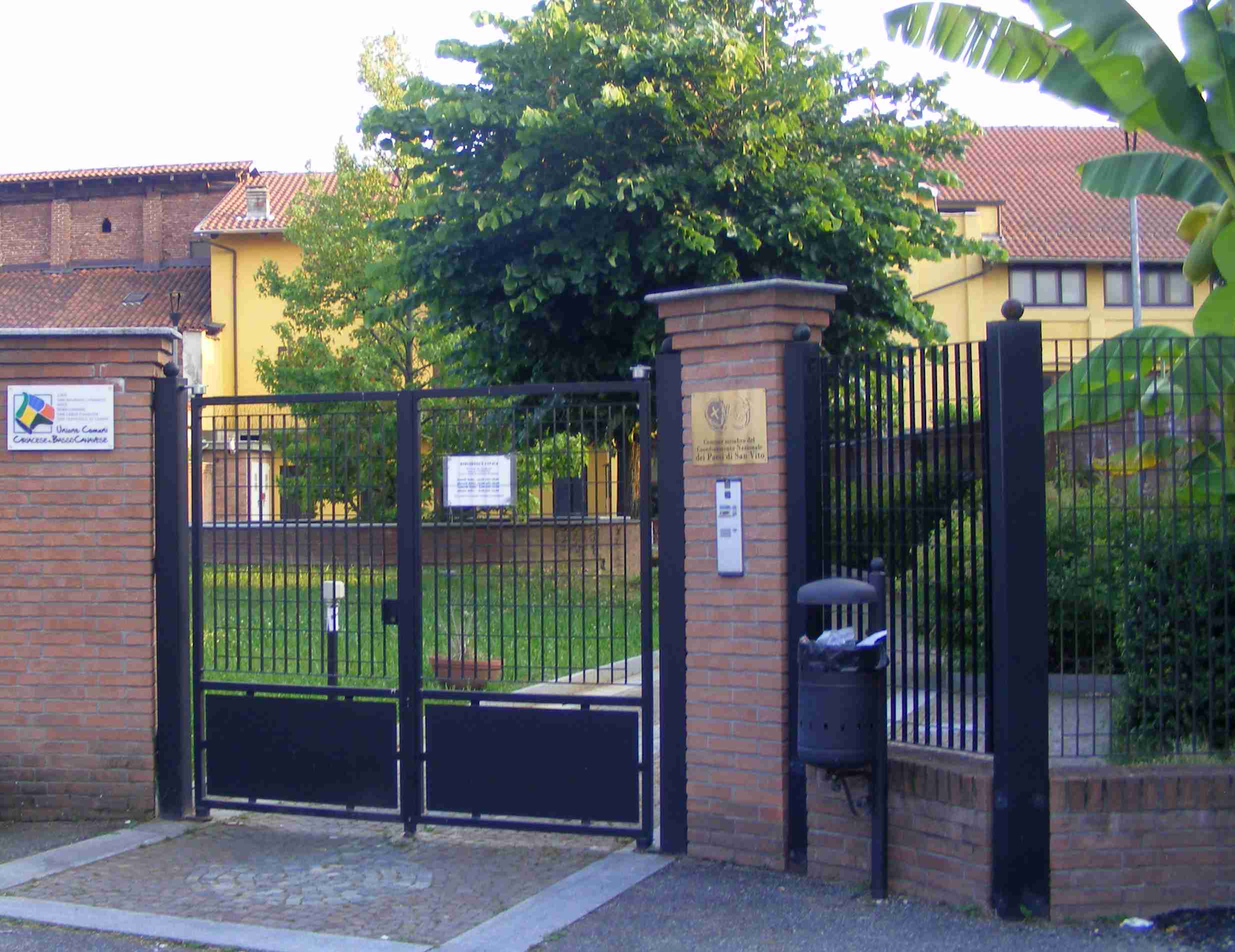
Casa delle Associazioni Don Chiaretta

Di seguito è presentata una tabella relativa alle amministrazioni che si sono succedute in questo comune.
| Periodo        | Periodo        | Primo cittadino        | Partito                            | Carica  | Note  |
| -------------- | -------------- | ---------------------- | ---------------------------------- | ------- | ----- |
| 15 aprile 1987 | 26 luglio 1990 | Marisa Baima Mondino   | Democrazia Cristiana               | Sindaco | [ 9 ] |
| 26 luglio 1990 | 24 aprile 1995 | Marisa Baima Mondino   | lista civica                       | Sindaco | [ 9 ] |
| 24 aprile 1995 | 14 giugno 1999 | Marisa Baima Mondino   | tendenti partito popolare italiano | Sindaco | [ 9 ] |
| 14 giugno 1999 | 17 marzo 2003  | Giulio Antona          | centro                             | Sindaco | [ 9 ] |
| 14 giugno 2004 | 8 giugno 2009  | Roberto Viano          | lista civica                       | Sindaco | [ 9 ] |
| 8 giugno 2009  | 26 maggio 2014 | Roberto Viano          | lista civica                       | Sindaco | [ 9 ] |
| 26 maggio 2014 | 27 maggio 2019 | Luca Francesco Bertino | lista civica Idee in comune        | Sindaco | [ 9 ] |
| 27 maggio 2019 | in carica      | Luca Francesco Bertino | lista civica Idee in comune        | Sindaco | [ 9 ] |

### Gemellaggi
- Charvieu-Chavagneux, dal 1987